# Drosophila obscura (artgrupp)
Drosophila obscura är en artgrupp inom släktet Drosophila och undersläktet Sophophora.  Artgruppen består av sex olika artundergrupper och ett fåtal arter utan indelning i en artundergrupp.
Artundergrupperna Drosophila obscura och Drosophila subobscura bildar tillsammans en monofyletisk klad..

## Artundergrupper inom artgruppenDrosophila obscura
- Drosophila affinis (artundergrupp)
- Drosophila microlabis (artundergrupp)
- Drosophila obscura (artundergrupp)
- Drosophila pseudoobscura (artundergrupp)
- Drosophila sinobscura (artundergrupp)
- Drosophila subobscura (artundergrupp)

## Arter utan placering i artundergrupp
- Drosophila alpina
- Drosophila helvetica